# 483 Seppina
Seppina è un asteroide della fascia principale del diametro medio di circa 69,37 km. Scoperto nel 1902, presenta un'orbita caratterizzata da un semiasse maggiore pari a 3,4237458 UA e da un'eccentricità di 0,0551503, inclinata di 18,74068° rispetto all'eclittica.
Stanti i suoi parametri orbitali, è considerato un membro della famiglia Cibele di asteroidi.
Il suo nome fu dedicato al cane "Sepp" dello scopritore.